# Габай, Ави
Авраам (Ави) Габай (ивр. אַבְרָהָם (אָבִי) גַּבַּאי‎, 22 февраля 1967, Иерусалим) — израильский политик. Министр по охране окружающей среды Израиля. Лидер партии «Авода».

## Биография
С 2007 года был генеральным директором компании «Безек». В 2014 году был одним из основателей партии «Кулану», затем министром по охране окружающей среды. 27 мая 2016 года подал в отставку в знак протеста против назначения Авигдора Либермана министром обороны. С 10 июля 2017 года лидер партии Авода.

### Семья
Женат, двое детей.